# Ядро геометричного моделювання
Ядро геометричного моделювання це модуль програмного забезпечення для твердотільного моделювання, що використовується у тривимірних системах автоматизованого проєктування (САП).
| Назва ядра                    | Розробник                                | Схема розробки  | Ліцензування | Прімитки                |
| ----------------------------- | ---------------------------------------- | --------------- | ------------ | ----------------------- |
| ACIS                          | Spatial Corporation of Dassault Systèmes |                 | так          |                         |
| SMLib                         | Solid Modeling Solutions                 |                 |              |                         |
| Convergence Geometric Modeler | Dassault Systèmes                        |                 |              |                         |
| Parasolid                     | Siemens                                  |                 | так          | попередник to Parasolid |
| Romulus                       |                                          |                 |              |                         |
| ShapeManager                  | Autodesk                                 |                 |              | форк ACIS з 2001        |
| Granite                       | Parametric Technology Corporation        |                 |              |                         |
| C3D                           | C3D Labs (АСКОН)                         | пропрієтарне ПЗ | так          |                         |
| CGAL                          |                                          | вільне ПЗ       |              |                         |
| Open CASCADE                  |                                          | вільне ПЗ       |              |                         |
| sgCore                        |                                          | пропрієтарне ПЗ |              |                         |
| K3 kernel                     | Center GeoS                              |                 |              |                         |
| SOLIDS++                      | IntegrityWare, Inc.                      |                 |              |                         |
| APM Engine                    | RSDC APM                                 |                 |              |                         |
| KCM                           | Kubotek Kosmos                           |                 | так          |                         |
| SvLis Geometric Kernel        |                                          | вільне ПЗ       |              |                         |
| IRIT modeling environment     |                                          |                 |              |                         |
| GTS                           |                                          |                 |              | лише полігональні сітки |
| Russian Geometric Kernel      |                                          |                 |              |                         |
| Geometry Kernel               | RDF                                      | пропрієтарна    | так          |                         |
| SolveSpace                    |                                          | вільне ПЗ       |              | обмежена підтримка NRBS |
| ЛІР-ЛІН і ЛІР-СТЕП            | ЛІРА-САПР                                | пропрієтарна    |              |                         |

## Ринок ліцензування
Станом на 2023 на ринку домінують Parasolid та ACIS, які з'явилися наприкінці 1980-х.
ShapeManager не присутній на ринку і у 2001 Autodesk не планує виходити на ринок.[джерело?]
Найновішими на ринку є KCM та Russian Geometric Kernel, останнє з яких належить державною власністю РФ, але інформація про його ліцензування відсутня.